# Weine Renliden
Lars-Erik Weine Renliden, född 31 mars 1934 i Mönsterås, Kalmar län, är en svensk jazzmusiker (trumpet). 

## Biografi
Renliden, som är son till köpman Eric Renliden och makan Ingeborg, studerade vid Kungliga Musikhögskolan 1950–1955. Han var anställd i Jay Elwings orkester 1949–1951, Arne Domnérus orkester 1952, Simon Brehms orkester 1955–1958, Hacke Björkstens orkester 1959–1961 drev en egen orkester från 1961. Han har även varit innehavare av Svea kemtvättbar (från 1963) och Tvätthörnan (från 1965). Han låg på Svensktoppen 1975 med låten "Får jag lämna några blommor"  från filmen Hon dansade en sommar.
Renliden är bror till kompositören Ivan Renliden.

## Priser och utmärkelser
- 1999 - Thore Ehrling-stipendiet

## Filmografi
- 1956 – Suss gott - trumpetare i orkestern